# Filialkirche Eisenreichdornach

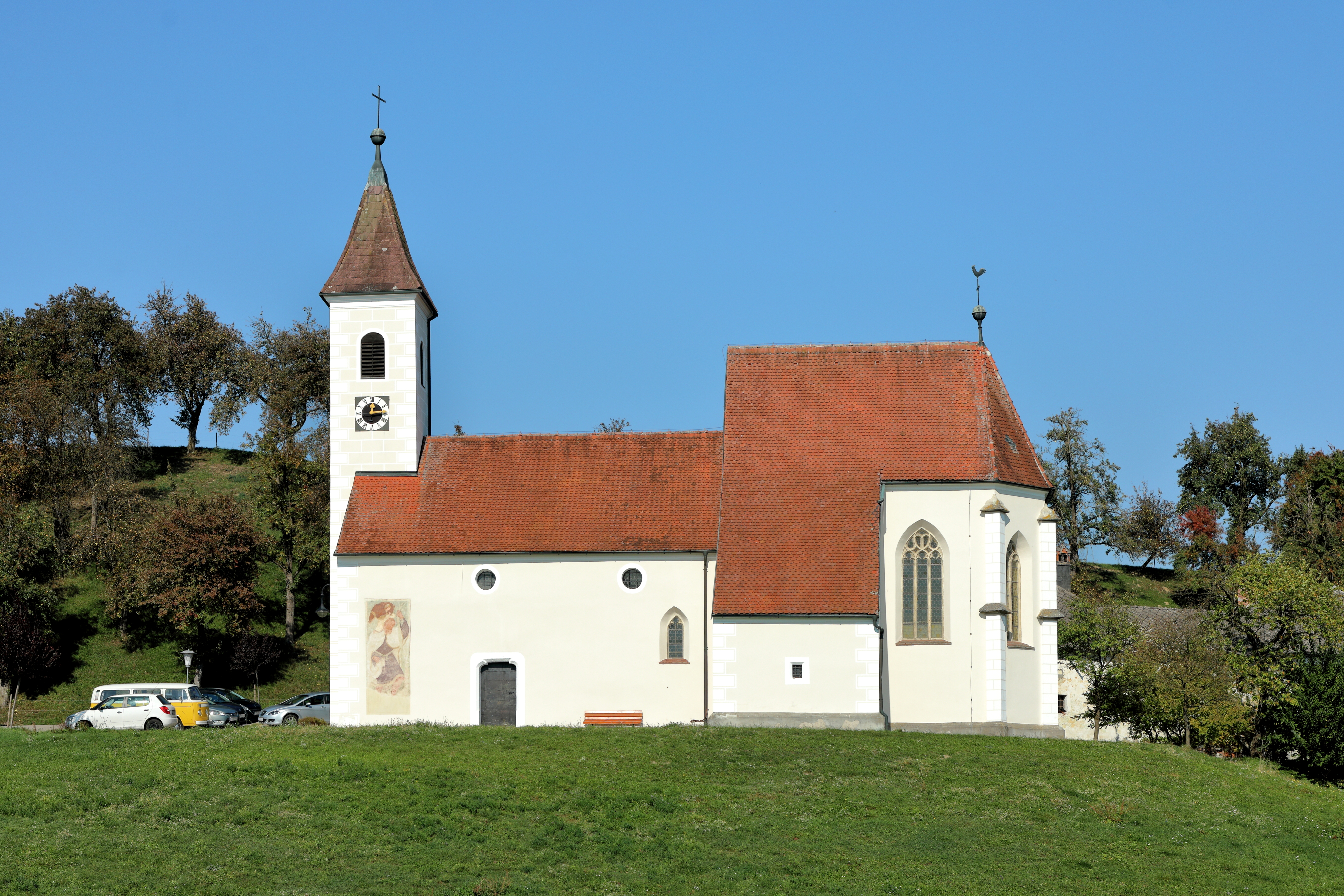
Katholische Filialkirche hl. Agatha in Eisenreichdornach

Die Filialkirche Eisenreichdornach steht erhöht frei stehend auf einer Niederterrasse des Ybbsfeldes in Eisenreichdornach in Preinsbach in der Stadtgemeinde Amstetten im Bezirk Amstetten in Niederösterreich. Die auf die heilige Agatha von Catania geweihte römisch-katholische Filialkirche der Pfarrkirche Amstetten-Herz Jesu gehört zum Dekanat Amstetten der Diözese St. Pölten. Die Kirche steht unter Denkmalschutz (Listeneintrag).

## Geschichte
1973 wurde unter der Kirche der Rest eines römischen Mauerzuges sowie Reste einer Kirche aus dem 9. Jahrhundert einer Saalkirche mit einer nicht eingezogenen Apsis ergraben. Es besteht vielleicht ein Zusammenhang mit der nordöstlich gelegenen gut erhaltenen Abschnittsbefestigung des 10. Jahrhunderts am Burgkogel.

## Architektur
Die frühgotische Saalkirche im Kern aus dem 12. und 13. Jahrhundert hat einen spätgotischen überhöhten Chor und einen halb eingestellten Westturm.
Das Langhaus zeigt sich ungegliedert mit frühgotischen spitzbogigen Fenstern mit Kleeblattmaßwerk und einem hoch gelegenen Kreisfenster aus dem 17. Jahrhundert. Das Südportal ist ein abgefastes Schulterportal aus dem 13. Jahrhundert. An der Südwand befindet sich ein fragmentiertes Fresko hl. Christophorus aus dem Anfang des 16. Jahrhunderts. Der bemerkenswerte hohe spätgotische Chor unter einem herabgezogenen Satteldach hat übereckgestellte Strebepfeiler mit glockig geschweiften Bedachungen und zwei- bis dreibahnige Maßwerkfenster aus dem Anfang des 16. Jahrhunderts im Norden streng geometrisch und ansonsten gekurvt. Der im Kern spätmittelalterliche Westturm unter einem Pyramidenhelm wurde barock mit Fugenritzung und Eckquadrierung verändert, er hat ein spätgotisches Westportal.
Das Kircheninnere zeigt ein Langhaus unter einer Flachdecke. Die stichkappenunterwölbte Westempore steht auf toskanischen Säulen. Der eingezogene reich profilierte spitzbogige Triumphbogen wird von der Langhausdecke überschnitten. Der eingezogene wesentlich höhere spätgotische Chor mit einem Dreiachtelschluss entstand im Anfang des 16. Jahrhunderts (1513), das zweijochige Schlingrippengewölbe mit Scheitelquadraten ruht auf Runddiensten. Im Chor gibt es eine nordseitige Tür zum barocken Kanzeltreppenaufgangsanbau und eine südseitige Eisenplattentür mit Griff um 1500 zum tonnengewölbten Sakristeianbau.
Im südlichen Chorfenster sind drei Glasgemälde mit dem Stifter Abt Oswald Mayer vor dem hl. Michael als Seelenwäger 1513 und die Apostel Philipp und Jakob.

## Ausstattung
Der Hochaltar aus 1716 aus Bayern hat einen reichen dreiachsig gestuften Aufbau mit Opfergangsportalen, der Mittelteil wird von gedrehten Säulen flankiert, das bewegte Gebälk hat eine Vorhangdraperie und Putten. Das Altarblatt Martyrium der hl. Agatha wird über den Opfergangsportalen mit monumentalen Statuen der hll. Johannes Evangelist und Erasmus flankiert. Der volutengestützte Aufsatz zeigt das Bild Mariahilf.
Die barocke Kanzel zeigt das Stifterwappen von Abt Roman Märkl 1721.
Drei Glocken goss Andreas Schachner 1536. Eine sogenannte Wetterglocke nennt 1610.